# کلچانی
کلتشانی (به چکی: Kelčany) یک منطقهٔ مسکونی در جمهوری چک است که در ناحیه هودونین واقع شده‌است. کلتشانی ۲٫۶ کیلومتر مربع مساحت و ۲۴۲ نفر جمعیت دارد و ۲۰۳ متر بالاتر از سطح دریا واقع شده‌است.